# Summit Camp

Lägeskarta

Summit Camp eller Station Summit (engelska: Summit Station) är en forskningsstation som ligger inom Grönlands nationalpark i nordöstra Grönland. Stationen stöds av amerikanska National Science Foundation (NSF) och drivs av CH2M HILL Polar Services (tidigare kallad "VECO Polar Resources")  .

## Geografi
Stationen ligger på en högplatå på inlandsisen på en höjd av cirka 3 200 meter i Grönlands centrala del cirka 460 km väster om Ittoqqortoormiit och cirka 500 km nordöst om Uummannaq.

## Stationen
Summit Camp består av huvudbyggnaderna "Big House" och "Green House", forskningsbyggnaden "Swiss Tower", bostadsdelen "Tent City" (Tältstaden) och förrådsbyggnader .
Stationen kan härbärga upp till 55 personer samtidigt under sommaren och bemannas av fyra personer under vintern .
Alla forskare måste söka formellt tillstånd hos Dansk Polarcenter (DPC) och Namminersornerullutik Oqartussat (Grønlands Hjemmestyre).
Stationens försörjning sker med flygplan från Kangerlussuaq vilka landar på stationens cirka 4 500 meter långa islandningsbana .

## Historia
Stationen invigdes 1989 och användes då till djupa borrprover i isen och den 1 juli 1993 nådde borrningarna slutligen till fast mark under inlandsisen 
.
Forskningen har därefter fortsatt under sommarhalvåret och sedan början på 2000-talet har stationen även varit bemannad under vintern .